# 西野浩平
西野 浩平（にしの こうへい、1977年10月19日 - ）は、日本の芸術家、デザイナー。石川県金沢市出身。
芸術家としての作品製作のほか、アパレルウェアブランドやアクセサリーブランドのデザイナー、ライブハウスの経営、スタイリスト、建築デザインなども手がける。有限会社桜グループ代表取締役。

## 人物
1977年（昭和52年）生まれ。石川県金沢市出身。
SIX ELEVEN ONE（シックスイレブンワン）をはじめとしたファッションブランドのオーナー兼デザイナーとして、独自性と最上級の質を兼ね備えたものづくりに取り組む。
デザイナーとしての活動を広げる傍ら、スタイリストや建築ディレクターなどジャンルを超えた活動を展開。
2021年、これまでの音楽・アパレル・建築など、デザインを通した幅広い経験からモノの価値を再考し、「所有することで生まれる人々の心の豊かさ」を追求するため、アート作品の製作を始める。

## 来歴
加賀藩、馬術指南の末裔として、石川県金沢市に生まれる。作曲家でありアコーディオン奏者の祖父と、ピアノ調律師の母を持ち、音楽に触れる機会の多い幼少期を過ごす。祖父は藤山一郎等のアーティストの演奏をつとめていた。
音楽一家の影響を受け、高校時代に同級生らとバンド活動を始める。音楽事務所に所属しミュージシャンとしてのデビューを目指すも、事務所との方向性の違いにより断念。
当時セレクトショップでアルバイトをしていた経験からファッション業界に興味をもち、2003年、金沢市内のファッションビル内に自らのセレクトショップ『vanilla』（バニラ）を開く。
開店初日には、オープン前から長蛇の列ができ、買い付けた商品がほぼ完売したという。
2004年に有限会社桜GROUPを設立して以降、デザイナーとしての道を歩み始め、アクセサリーブランドやアパレルブランドを次々と立ち上げる。2009年にはX JAPANワールドツアーにて衣装提供を行い、自らもスタイリストとしてツアーに同行した。

2012年、現在のメインブランドであるアパレルブランドSIX ELEVEN ONE（シックスイレブンワン）を発表。ミラノで行われる世界最大規模の靴の国際見本市「the MICAM」に経済産業省が主導するクールジャパン代表として3期連続で出展する。
2013年以降、建築プロジェクトへの参画、香港の建築デザイン企業の顧問デザイナーに就任するなど、建築分野へ活動の幅を広げる。
西野がディレクターとして参画した商業ビル『NOCO』は、2015年にグッドデザイン賞、JCDデザインアワード銀賞を受賞している。
2021年、これまでのジャンルの垣根を超えた活動・経験の集大成として、アート製作を開始。
2022年には、アマン東京ブティック内に期間限定店をオープンし、自身初の作品展を開催した。2023年3月、金沢市にアートギャラリー『KOHEI NISHINO / the Works』（コウヘイ ニシノ ザ ワークス）をオープンし、現在も新たな作品を生み出している。

## 活動

### 芸術・アート
2021年にアート作品の製作を始め、Kohei Nishino（コウヘイ ニシノ）の名でアート作品を生み出している。これまでの作品には、『深揺樹』『残造』『平描』という3つのシリーズの立体作品や平面作品がある。
いずれの作品も、金の二面性を活かした作品となっており、自然界に散りばめられている日本の美しさを表現した作風が特徴である。

### ファッションデザイン
ファッション業界では、主にSIX ELEVEN ONE（シックスイレブンワン。通称6111）のオーナー兼デザイナーとして活動。
SIX ELEVEN ONEは、皮革やファー、地元金沢の伝統的な金箔を用いるなど、日本の伝統技術や価値観を取り入れたデザインが特徴。特にスニーカーなどのシューズアイテムを得意とする。
販売手法としては、デザインや品質、アイテムに込めた価値観を顧客へ直接届けることにこだわりを持ち、卸やECを一切行わず、自らが企画から販売までを一貫して行うスタイルを採っている。
2017年10月には、GINZA SIX 2階「SIXIÈME GINZA（シジェーム ギンザ）」にて、2週間の単独POP UP STOREをオープンし、ブランド初の一般公開を果たした。当該売り場でのメンズアパレルの出店はGINZA SIXとしても初となった。

代表的な商品には、パイソン革に金閣寺と同様の金箔を使用したスニーカー
や、鹿革をメッシュ状に加工したストールなどがある。
この『Deer Mesh Stole』は、2022年に、イタリア・ミラノで行われる世界最大級の国際デザインコンペティション「A' Design Award and Competition」ファッション＆トラベルアクセサリー部門にてIRON賞を受賞した。

ブランド愛用者にはX JAPANや、美川憲一などがいる。
西野はそのほかにも、中華風AngeL（チュウカフウエンジェル）、CHIMERA（キメラ）、Blue story（ブルーストーリー）など、複数のアパレルウェアブランドやアクセサリーブランドを手掛ける。

### その他
西野はライブハウスgateBlack（ゲートブラック）のオーナーでもあり、イベントの際には自らライティングエンジニアも行う。
DEAD ENDのYOU（足立祐二）、CHIROLYN、FEST VAINQUEURなど、有名アーティストも多数利用しており、特にヴィジュアル系バンドを中心に評価を得ている。
2015年7月に放送された歌謡ポップスチャンネルの特別番組「みんなの県民SONG！～金沢うた旅情編～」では美川憲一の友人が経営するライブハウスとして紹介され、西野はミュージシャンとしてミニライブにも参加した。
一時期は、金沢美術工芸大学にてクリエイションの集中講義を受け持つなど、若手アーティストの教育・育成活動なども行う。

## 年譜
- 2003年　セレクトショップ「vanilla」をオープン
- 2004年　有限会社桜グループ設立。セレクトショップを移転し、「vanilla KANAZAWA」へ名称変更。
- 2005年　アクセサリーブランド「中華風AngeL」「CHIMERA」を発表
- 2006年　アパレル事業部「GOLDVALLEY」を立ち上げる
- 2007年　アパレルブランド「Blue story」を発表
- 2009年　会員制ショールーム「6111」を設ける。X JAPANワールドツアーにスタイリストとして同行。
- 2010年　アクセサリーブランド「by pmc」発表
- 2011年　IFF（インターナショナル ファッション フェア）にてブランド連合「Candle Japan」をプロデュース。渋谷パルコに「Candle Japan」としてリミテッドショップを開催。
- 2012年　アパレルブランド「SIX ELEVEN ONE」始動。クールジャパン代表ブランドとしてthe MICAMに出展。
- 2014年　中国最高峰会員制クラブ「オリエンタルクラブ」にて講演。
- 2015年　ライブハウス「gateBlack」をオープン。銀座の商業ビル「NOCO」がグッドデザイン賞、JCDデザインアワード銀賞受賞。
- 2017年　GINZA SIXにてPOP UP STOREをオープン。香港「ダイヤデザインクリエイション」の顧問デザイナーに就任。乳がん体験者の会KSHS「命のクリスマス」ファッションショーにて衣装提供。[23]
- 2018年　パリ・マレ地区にて単独路面 POPUPを実施。渋谷ファッションウィーク期間中、西武渋谷店にてPOP UP STOREをオープン。[24][25]
- 2019年　阪急百貨店うめだ本店[26]、西武渋谷店[27]、阪急メンズ東京にてPOP UPを実施。
- 2020年　高輪会、ミレニアムコレクションへの出展を開始。
- 2021年　SIX ELEVEN ONE会員制サロンをオープン。
- 2022年　アート製作開始。初のアート作品展をアマン東京 にて開催。SIX ELEVEN ONEのストールがA'デザインアワードを受賞。
- 2023年　セレクトショップ「vanilla　KANAZAWA」を閉店。跡地にアートギャラリー「KOHEI NISHINO / the Works」を開く。